# Aeschi bei Spiez
Aeschi bei Spiez (toponimo tedesco) è un comune svizzero di 2 285 abitanti del Canton Berna, nella regione dell'Oberland (circondario di Frutigen-Niedersimmental).

## Monumenti e luoghi d'interesse

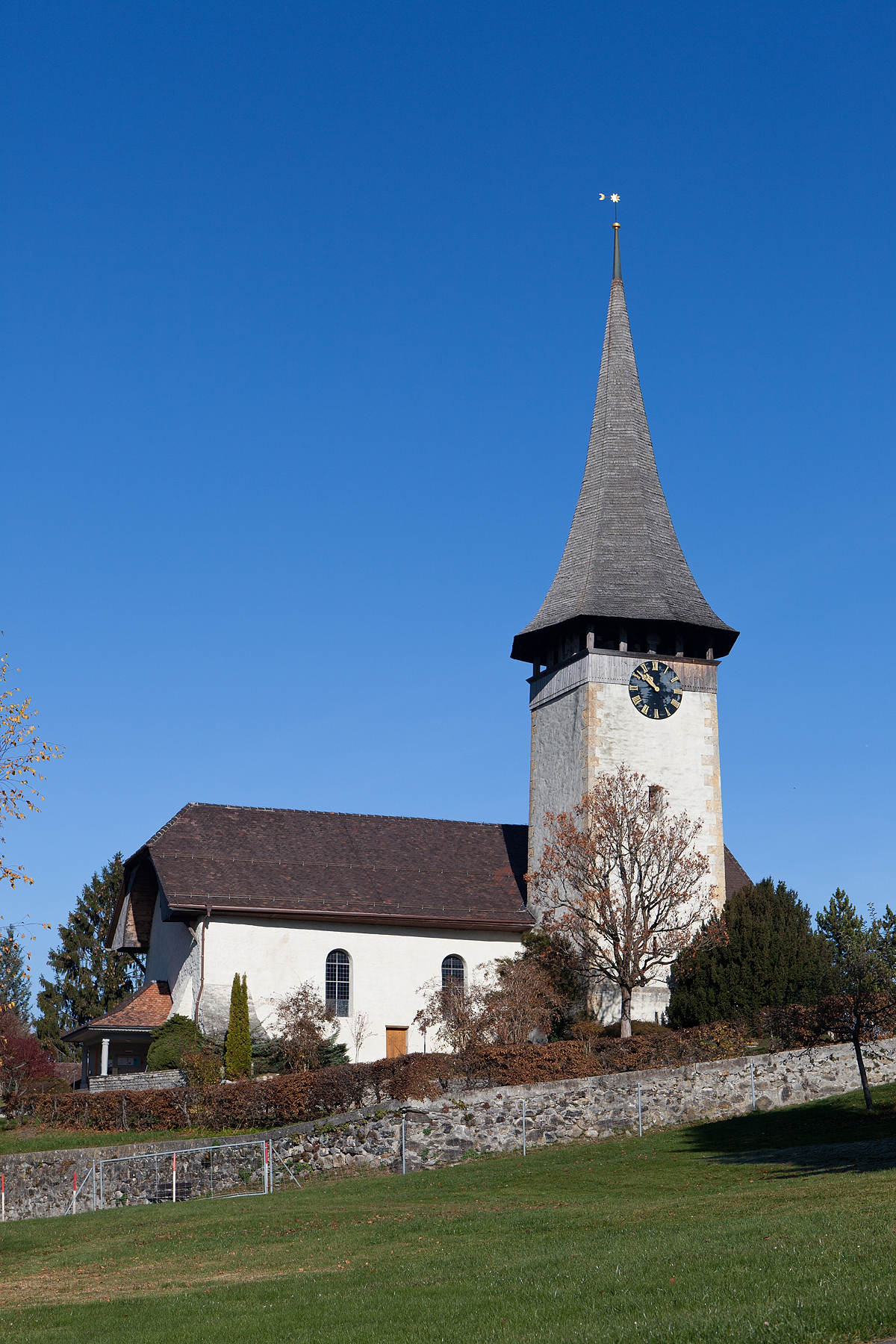
La chiesa riformata

- Chiesa riformata (già di San Pietro), attestata dal 1228[1].

## Società

### Evoluzione demografica
L'evoluzione demografica è riportata nella seguente tabella:
Abitanti censiti

## Amministrazione
Ogni famiglia originaria del luogo fa parte del cosiddetto comune patriziale e ha la responsabilità della manutenzione di ogni bene ricadente all'interno dei confini del comune.